# SP55
SP55 é o terceiro disco de estúdio do cantor e compositor brasileiro de rock Sérgio Britto e integrante da banda Titãs, lançado em 2010. O disco conta com participações especiais de Marina de La Riva,  Wanderléa e Negra Li,gravado de 2008 até 2010
Conta com uma explícita brasilidade no disco, muito diferente dos discos anteriores de Britto e dos Titãs. Oscila numa linha MPB/Samba.Basicamente foi gravado com violões de nylon e vozes.

## Faixas
1. "Pra te alcançar" (Sérgio Britto)
2. "Sérgio e Raquel" (Sérgio Britto)
3. "Julia" (Sérgio Britto)
4. "Essa gente Solitária" (Sérgio Britto)
5. "Eres" (Rubén Albarrán,Emmanuel del Real,Joselo Rangel,Enrique Rangel)
6. "Aqui Neste Lugar (Drumagic Remix) "
7. "Iracema" (Adoniran Barbosa)
8. "Ella Usó Mi Cabeza Como Un Revolver" (Gustavo Cerati,Zeta Bosio,Charly Alberti)
9. "Skateboard (Flipper) " (Sérgio Britto)
10. "Nossa Religião"  (Sérgio Britto)
11. "Pra te alcançar (Drumagic Remix)"
12. "Essa onda não me pega"  (Sérgio Britto)
13. "Lá vai você"  (Marcelo Fromer, Sérgio Britto)
14. "Ah,Muleke (José)"  (Sérgio Britto)
15. "Aqui Neste Lugar"  (Sérgio Britto/Tony Bellotto)
16. "Tempo não é dinheiro"  (Sérgio Britto)
17. "Águas Paradas (Sérgio Britto)
18. "Samba Errado"  (Sérgio Britto)

## Formação
- Sérgio Britto: Violão, Piano e Voz
- Zé Nigro: Baixo
- Hugo Hori: Flauta
- Tiquinho: Trombone e Quarteto de Cordas

## Participações Especiais
- Wanderléa: Voz em "Essa Gente Solitária"
- Marina de La Riva: Voz em "Pra te alcançar"
- Negra Li: Voz em "Aqui neste lugar"